# Инди-хоум
Инди-хоум (Indi Home, 樂悠居) — 56-этажный гонконгский небоскрёб, расположенный в округе Чхюньвань. Построен в 2006 году в стиле модернизма. Имеет 960 квартир, паркинг, торговую зону (Indihome Shopping Arcade), сад, детскую игровую площадку, теннисный корт, бассейн и спортивно-развлекательную зону. Девелопером небоскрёба Инди-хоум является компания Chinese Estates.
|  |  |
|  |  |